# رودولف یانش
رودولف یانش (انگلیسی: Rudolf Jaenisch؛ زادهٔ ۲۲ آوریل ۱۹۴۲) یک دانشمند در زمینه زیست‌شیمی، ژنتیک و پزشکی اهل آلمان است.
وی همچنین برنده جوایزی همچون نشان ملی علوم شده است.